# Palacio de la Virreina
El palacio de la Virreina (en catalán: Palau de la Virreina) es un palacio urbano situado en la La Rambla, en la ciudad de Barcelona. El edificio constituye uno de los mejores exponentes de la arquitectura civil de estilo barroco de Cataluña. Las dependencias y el patio del palacio constituyen la sede del área de cultura del Ayuntamiento de Barcelona y sirven de marco para exposiciones de carácter temporal. En el interior se exhiben, en exposición permanente, los Gegants de la Ciutat y la Àliga de Barcelona.

## Historia del edificio
En 1776, Manuel de Amat y Junyent, marqués de Castellbell, volvió a Barcelona con una gran fortuna, tras cesar en su cargo como virrey del Perú, que había desempeñado desde 1761. Como muestra de su riqueza se hizo construir este suntuoso palacio mezcla de decoración barroca y rococó. Fue edificado entre 1772 y 1778 y, tras la muerte de Amat, fue ocupado por su viuda, Maria Francesca de Fiveller y de Bru, por lo que fue conocido como Palacio de la Virreina. Los planos ya existían en el año 1770, pero no se conoce con certeza quien los diseñó, siendo atribuidos a Josep Ausich. Las obras fueron dirigidas por el arquitecto y escultor Carles Grau (1717-1798). También intervino el escultor Francesc Serra, que murió en la obra.
Parece que el mismo virrey, desde Perú, dio detalladas instrucciones para su construcción y posiblemente decidió de una manera personal el estilo de la fachada, de piedra de Montjuich y de Santañí. 

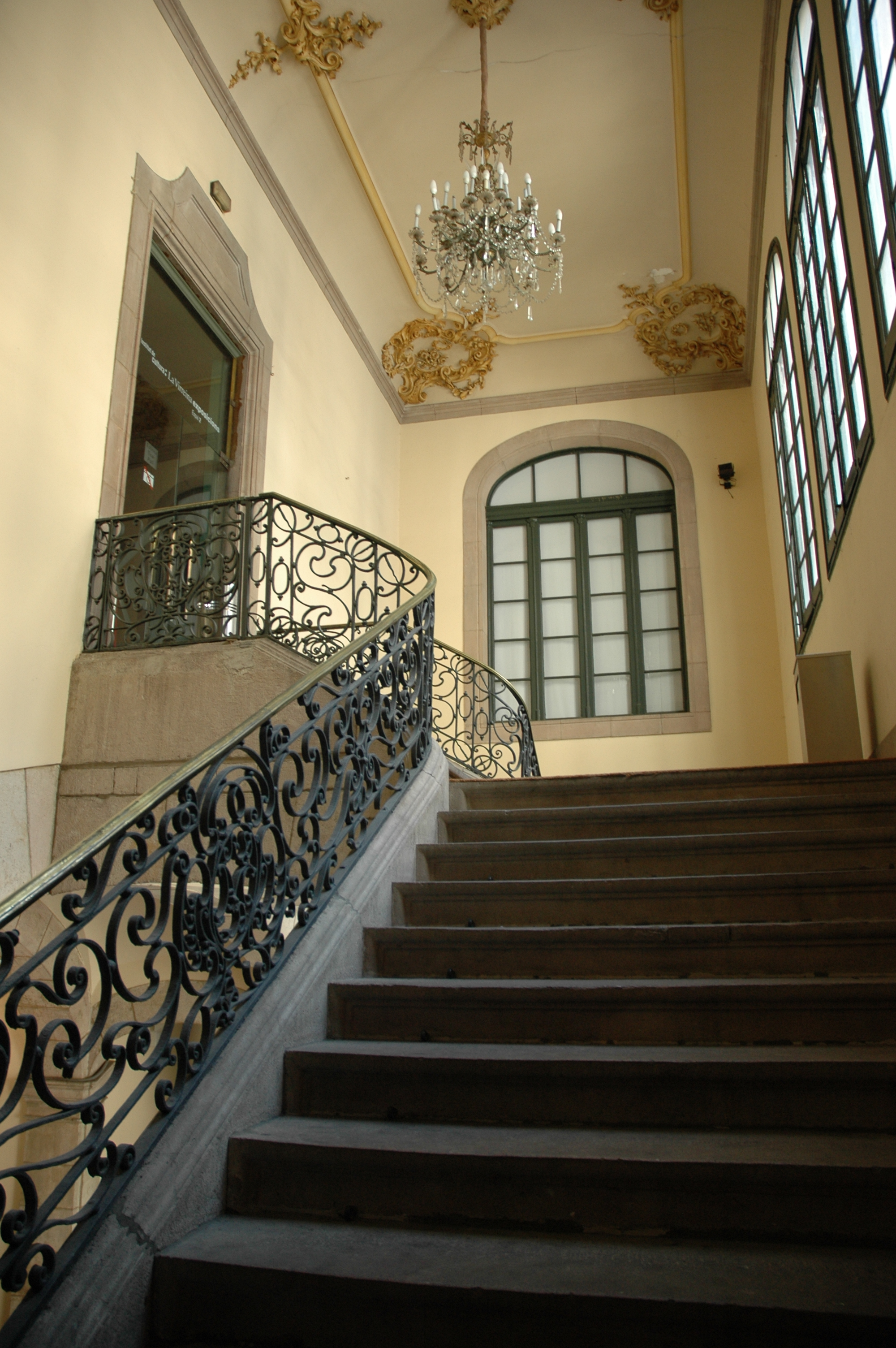
Escalinata del patio interior.

En 1941 fue declarado Monumento Nacional y en 1944 fue adquirido por el Ayuntamiento de Barcelona, que lo ha ido destinando a diversos usos, como sede de diversos museos así como espacio de exposiciones temporales. En 1986 albergó, al igual que la Biblioteca Nacional de España, una exposición de pintura moderna de la colección Thyssen-Bornemisza situada en Suiza, la cual en esos años buscaba una sede estable. En esas fechas el entonces alcalde Pasqual Maragall firmó con el barón Thyssen un convenio para depositar parte de dicha colección en la ciudad condal. En 1988 el edificio de la Virreina mostró otra exposición de los Thyssen, en este caso de pintura americana del siglo XIX. Finalmente, en 1993 se logró para Barcelona un préstamo a largo plazo de unas 60 obras, que se dispusieron en el Monasterio de Pedralbes y que en 2004 se trasladaron al MNAC.

## Descripción del inmueble
La fachada principal se estructura simétricamente en ejes verticales marcados por los balcones con el refuerzo de seis pilastras con capitel de tipo jónico. Los balcones tienen barandilla de forja. Doce ménsulas sostienen una cornisa coronada con una balaustrada con doce grandes jarrones.
Hay un interesante patio interior con doble escalinata desde donde se contemplan los grandes ventanales de los salones, enmarcados con pilastras estriadas y paneles ricamente esculpidos.